# Gare de Celle
La gare de Celle (allemand : Bahnhof Celle) est une gare ferroviaire située dans la ville de Celle, Basse-Saxe, en Allemagne. La gare accueille des trains Intercity-/ICE à destination de Hanovre et de Hambourg toutes les heures. Dans les transports régionaux, les trains de la compagnie ferroviaire Metronom relient Celle à Hambourg et Uelzen, ainsi qu'à Hanovre et Göttingen. Celle est le terminus des lignes S6 et S7 du S-Bahn de Hanovre.

## Histoire
Le 15 octobre 1845, Celle obtient sa première liaison ferroviaire, la ligne commence à Lehrte et peut être rejointe via Hanovre et Brunswick. Le 1er mai 1847, la prolongation jusqu'à Harburg est inaugurée. Le premier bâtiment de la gare a été construit d'après une conception de Conrad Wilhelm Hase.
En 1905, la ligne de chemin de fer Celle-Wahnebergen est terminée, suivie de la ligne de chemin de fer Gifhorn Stadt-Celle en 1913. Entre 1916 et 1919, un nouveau bâtiment de gare a été construit. Le 1er septembre 1920, la ligne de chemin de fer Celle-Braunschweig était praticable jusqu'à Uetze, et en 1923, la ligne entière était ouverte jusqu'à Braunschweig. Le 15 mai 1938, la ligne de chemin de fer déjà commencée en 1913 vers Langenhagen a été inaugurée, depuis lors une grande partie du trafic longue distance vers Hanovre passe par là. En 1966, le trafic passager vers Verden est interrompu, le trafic de marchandises est interrompu progressivement, jusqu'en 2005, et l'aéroport de Wietzenbruch était encore accessible par rail. Le trafic passager en direction de Braunschweig a pris fin en 1971, la dernière section jusqu'à Nienhagen a été interrompue en 1990 pour le trafic de marchandises. En 1981, le trafic passager vers Gifhorn prend fin, le trafic de marchandises était encore possible jusqu'à Müden-Dieckhorst jusqu'en 1993.
En 2019, les quais ont été équipés d'ascenseurs et de nouvelles toitures ont été installées sur les quais lors de la rénovation de la gare et des quais de 2012 à 2015. La gare a été transformée en une « gare d'art lumineux ». En décembre 2020, le centre de service DB à la gare a été fermé et remplacé par un centre de service de la compagnie de chemin de fer Metronom, qui a pris en charge la vente de billets.

## Service des voyageurs

### Accueil
Le gare dispose de trois quais centraux partiellement couverts avec les voies 2 à 7, accessibles de manière accessible par un tunnel. En raison de la hauteur de quai de 55 cm sur les quais 4 et 5, l'embarquement accessible n'est pas possible pour le moment. Les voies 5 (nord) et 6 (sud) desservent les trains de voyageurs et de longue distance et sont utilisées pour les passages de trains de fret et de voyageurs de longue distance. Les voies 4 et 7 sont principalement utilisées comme voies de contournement. Les voies 4, 5 et 6 ont la longueur requise pour les ICE 1 et 4. Les ICE-T et ICE-L peuvent également circuler sur la voie 7. La voie 2 est connectée à une seule extrémité (au sud). La voie 1 dispose d'un quai court mais sert uniquement d'accès au parking au sud. Le quai de la voie 8 pour la ligne Allertalbahn a été démoli.

### Desserte
En transport de passagers, la gare est desservie par des lignes de transport en commun local et longue distance. En transport régional et local, Celle est desservie par les lignes RE 2 et RE 3. De plus, les lignes S 6 et S 7 du S-Bahn de Hanovre commencent ou se terminent à Celle.

## Gare marchandises
Au sud de la gare voyageurs se trouve la gare de fret, où se trouvait auparavant le dépôt ferroviaire. Aujourd'hui, il abrite une entreprise de réparation de wagons.

## Osthannoversche Eisenbahnen
Au nord de l'Aller, qui borde la gare au nord, se trouve à l'est de la voie la gare de Celle Nord des chemins de fer de l'est de Hanovre. Elle a été ouverte en 1904 pour le chemin de fer Celle-Wittingen, puis est devenue le terminus des petits chemins de fer déjà existants Celle-Soltau, Celle-Munster. À partir de 1959, les trains de voyageurs ont été acheminés jusqu'à la gare de Celle, auparavant les passagers devaient faire le trajet entre les deux gares à pied. Pour cela, il y avait un pont pour piétons dédié traversant l'Aller. En 1976, le trafic de passagers de l'OHE à partir de Celle a été interrompu. La gare de Celle Nord dispose d'un bâtiment d'accueil, qui abrite aujourd'hui l'administration, trois quais étaient présents et ont été démontés après l'introduction des trains à la gare de Celle. Il y avait un service de fret, des ateliers et un dépôt de locomotives à anneaux avec 13 stands.

## Projet
Dans le troisième projet d'expertise du Deutschlandtakt, il est prévu de créer des voies parallèles pour le S-Bahn en direction de Lehrte et le transport ferroviaire de marchandises en direction de Hambourg. Pour cela, des investissements de 4 millions d'euros sont prévus, au niveau de prix de 2015,.

## Galerie

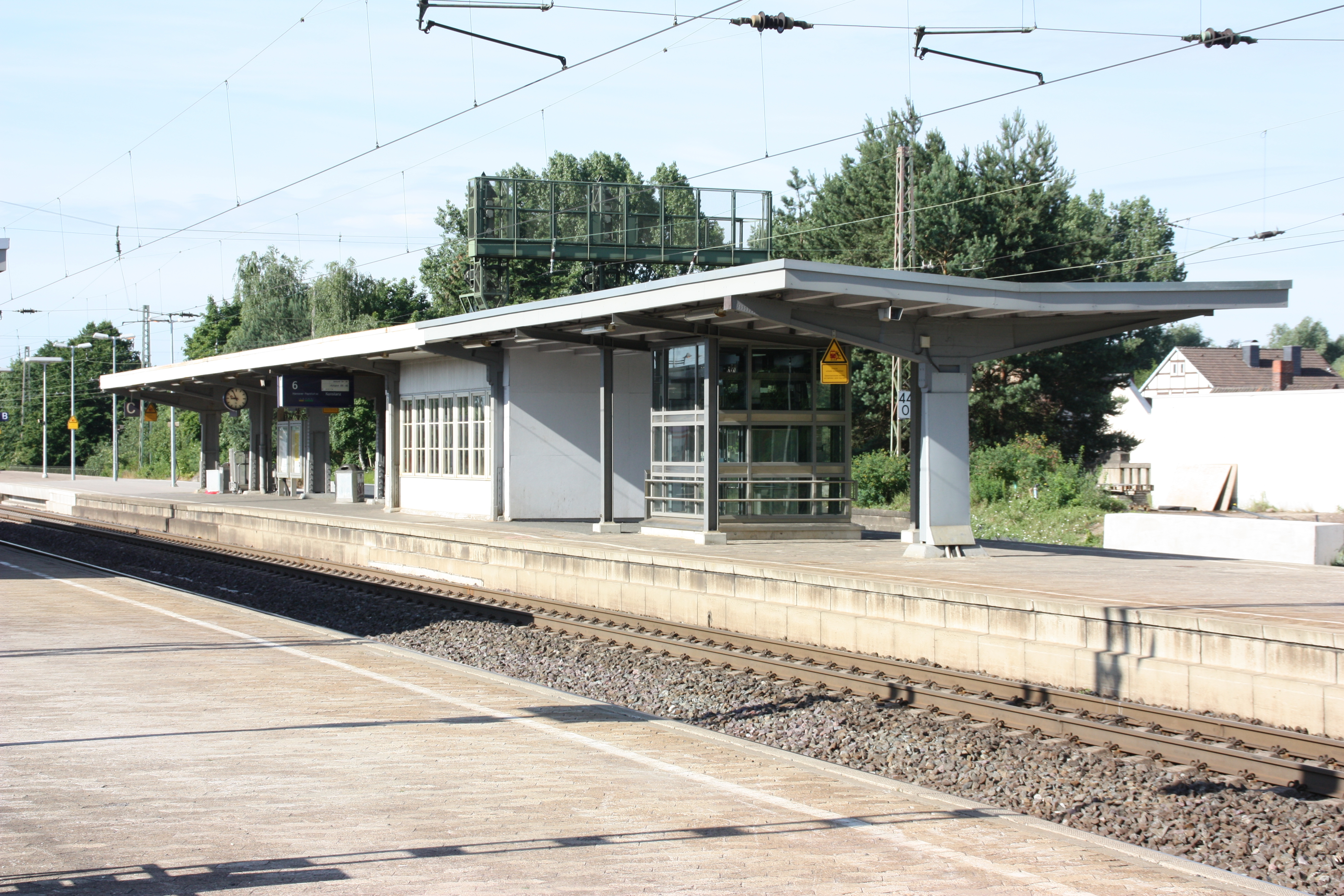
quai central 6/7 avant la transformation en « gare d'art lumineux » vue depuis le quai central 4/5.
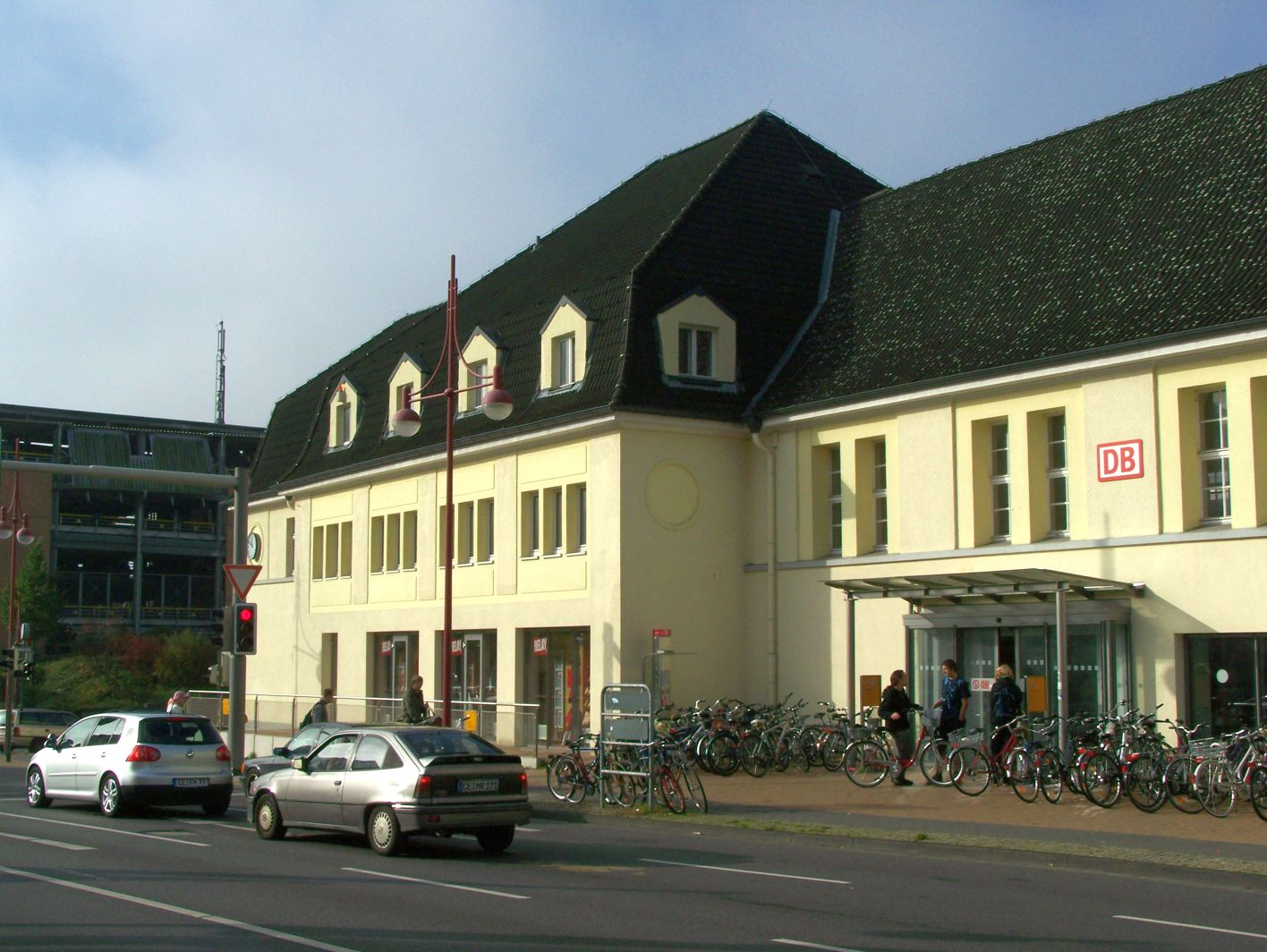
Côté rue de la gare en 2008.
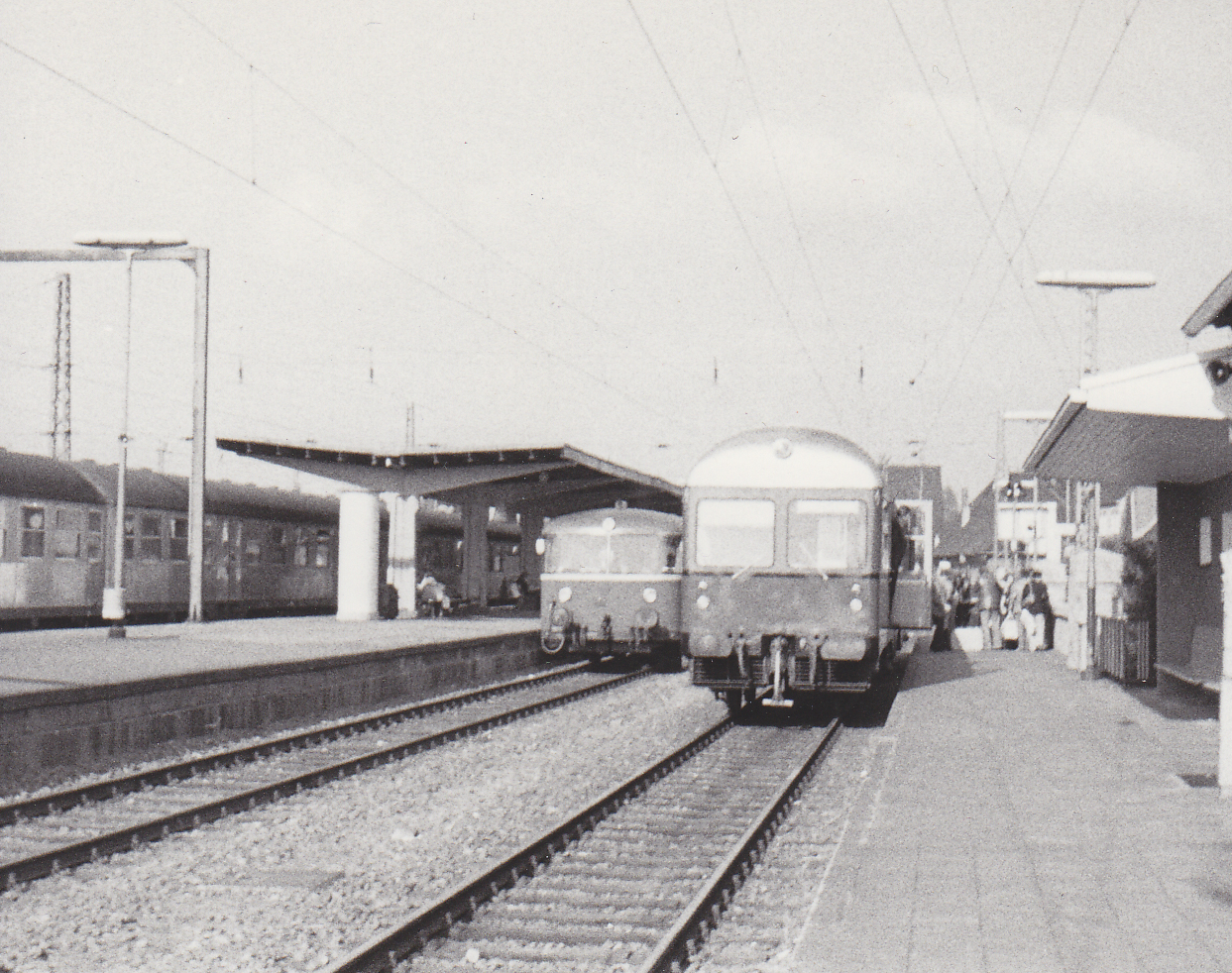
Bahnhof 1975, à droite sur la voie 1 une automotrice de l'OHE.